# Surister
Surister is een dorpje dat behoort tot de Luikse gemeente Jalhay.

## Bezienswaardigheden
- De Sint-Hubertuskerk (Église Saint-Hubert) is een neogotisch kerkgebouw van 1886-1888. Het kerkmeubilair is 19e-eeuws.

## Natuur en landschap
De hoogte aan de kerk bedraagt 382 meter. De omgeving is bosrijk.

## Nabijgelegen kernen
Jalhay, Charneux, Solwaster